# Tim Renwick
Tim Renwick est un guitariste britannique né le 7 août 1949.

## Biographie
Originaire de Cambridge, Tim Renwick commence à jouer de la guitare professionnellement en 1968 au sein du groupe de Jackie Lomax. L'année suivante, il rejoint le groupe Junior's Eyes, principalement connu pour avoir accompagné David Bowie sur son deuxième album studio, Space Oddity. Après la séparation de Junior's Eyes, il fonde Quiver (en) en 1970 et reste membre de ce groupe durant la majeure partie des années 1970. Durant cette période, il apparaît également sur plusieurs albums d'Al Stewart.
Par la suite, Tim Renwick accompagne sur scène des musiciens comme Roger Waters (en 1984) ou Eric Clapton (en 1985) et des groupes comme Procol Harum (en 1977 et 1991), Pink Floyd (en 1987-1988, 1990 et 1993-1994) ou Mike + The Mechanics (en 1989 et 1995-1996).

## Discographie

### En solo
- 1980 : Tim Renwick
- 2007 : Privateer
- 2008 : Electric Blue
- 2013 : Vintage Blues Guitar
- 2017 : Privateer 2

### Junior's Eyes
- 1969 : Battersea Power Station

### Sutherland Brothers & Quiver
- 1971 : Quiver de Quiver (en)
- 1972 : Gone in the Morning de Quiver
- 1973 : Dream Kid de Sutherland Brothers & Quiver
- 1974 : Best of the Street de Sutherland Brothers & Quiver
- 1975 : Reach for the Sky (en) de Sutherland Brothers & Quiver
- 1976 : Slipstream (en) de Sutherland Brothers & Quiver
- 1977 : Down to Earth de Sutherland Brothers & Quiver

### Musicien de studio
- 1969 : Space Oddity de David Bowie
- 1970 : Seasons de Magna Carta (en)
- 1972 : Orange (en) d'Al Stewart
- 1974 : Past, Present and Future (en) d'Al Stewart
- 1975 : Modern Times (en) d'Al Stewart
- 1976 : Year of the Cat d'Al Stewart
- 1977 : Flowing Rivers (en) d'Andy Gibb
- 1978 : Shadow Dancing (en) d'Andy Gibb
- 1978 : A Single Man d'Elton John
- 1978 : Time Passages d'Al Stewart
- 1979 : No More Fear of Flying de Gary Brooker
- 1980 : Matthew Fisher de Matthew Fisher
- 1980 : After Dark (en) d'Andy Gibb
- 1982 : Lead Me to the Water de Gary Brooker
- 1985 : Echoes in the Night de Gary Brooker
- 1988 : Delicate Sound of Thunder de Pink Floyd
- 1988 : Last Days of the Century (en) d'Al Stewart
- 1991 : Word of Mouth (en) de Mike + The Mechanics
- 1991 : New World des Zombies
- 1992 : Echoes de Maggie Reilly
- 1993 : Midnight Sun de Maggie Reilly
- 1994 : The Division Bell de Pink Floyd
- 1995 : Pulse de Pink Floyd
- 1996 : Elena de Maggie Reilly
- 1996 : Broken China de Richard Wright
- 2000 : Bowie at the Beeb de David Bowie
- 2021 : Pink Floyd Live at Knebworth 1990 de Pink Floyd